# Синкэндо
Синкэндо (яп. 眞劍道, англ. Shinkendo) — искусство владения японским мечом — катана, созданное в 1990 году в США Тосисиро Обатой.
В 1994 году была создана Международная федерация синкэндо (International Shinkendo Federation). Название «Shinkendo» является зарегистрированной торговой маркой.
В феодальные времена фехтование считалось центром самурайских военных искусств. Другие искусства, такие, как метание копья, стрельба из лука и рукопашный бой были вторичными относительно центрального искусства. За исключением пехотинцев (новичков из деревни, которым предоставлялись минимальные тренировки), все самураи учились фехтованию и также специализировались в стрельбе из лука, или в других дисциплинах.
Синкэндо может считаться уникальным, всесторонним объединением техник и принципов, заимствованных из других уважаемых искусств. Сильнейшие принципы различных военных стилей объединении в курс обучения:
Кэндо — быстрые перемещения и контрудары
Ягю Синкагэ-рю и Касима Син-рю — напряжённые тренировки
Дзикэн-рю — сильные удары
Ёрикэн Баттодзюцу — быстрые и точные тамэсигири
Айкидо и Рюкю Кобудо — плавные перемещения тела
Синкендо равно подчеркивает пять важных аспектов фехтования:
Субури (махи) применяет тайсабаки (круговые перемещения), асисабаки (перемещение ног), кэнсабаки (перемещение меча) и тоходзюсинхо (десять основных методов меча).
Баттохо (методы извлечения) объединены в технике Гохо Баттохо и подчеркивают вытяжки и вложение меча с разных направлений.
Танрэнгата (одиночная форма) использует субури в различных формах для изучения различных типов перемещения ног, тела, крутящих перемещений, скручивание бедер, круговых перемещений, центральной стойки тела.
Татиути (спарринг) добавляет элемент реальности и помогает двум лицам достичь ощущения гармонии и синхронности через контроль дистанции, энергии, ритма, силы и скорости техники.
Тамэсигири (проверка рубки меча) использует тоходзиссинхо (объясняется в разделе тамэсигири) для практического понимания принципов, таких как: хасудзи (угол лезвия), татисудзи (угол маха мечом) и тэноути (сжатие).
Ученики в Синкэндо делятся на сэйто (обычный уровень), дэси (последователь) и кякубун (учителя других стилей, которые бы хотели тренироваться). В Синкэндо система данов/кю уровней не используется. Сертификация преимущественно базируется на старой системе уровней, заимствованной из феодальной эры. Поэтому почетный уровень дану не предоставляется.